# 런던 패션 위크

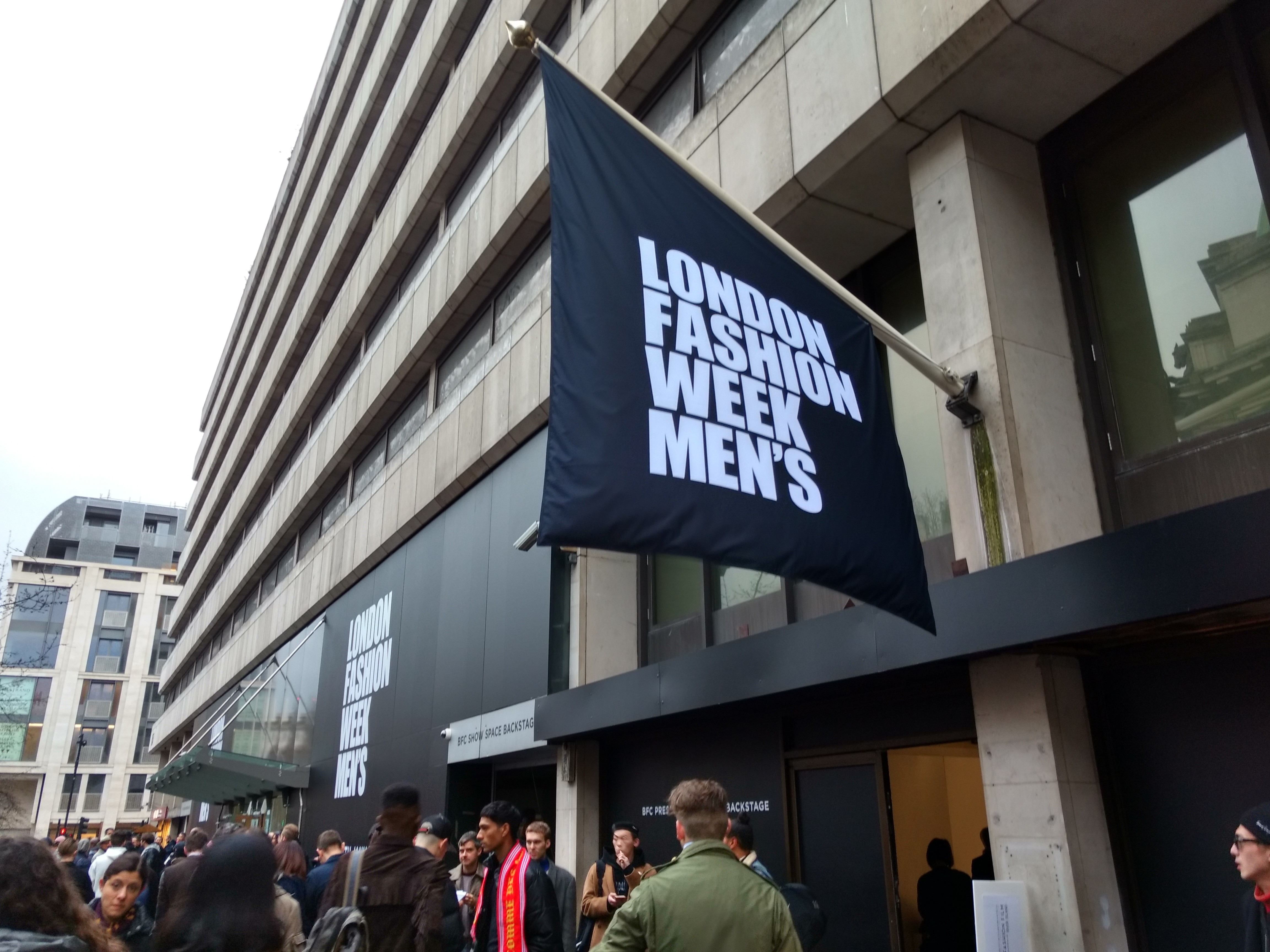
2017년 런던 패션 위크

런던 패션 위크(영어: London Fashion Week, LFW)는 잉글랜드 런던에서 열리는 패션 위크이다. 1년에 2월과 9월, 두 번 런던에서 열린다. 뉴욕 패션 위크, 밀라노 패션 위크, 파리 패션 위크와 함께 "4대 패션 위크" 중 하나이다.

## 같이 보기
- 뉴욕 패션 위크
- 밀라노 패션 위크
- 파리 패션 위크